# DN1D
DN1D este un drum național secundar din România care leagă Ploieștiul de Urziceni. El pornește din DN1B de la Albești-Paleologu și se termină în orașul Urziceni.